# Les Ternes
Les Ternes település Franciaországban, Cantal megyében. Lakosainak száma 567 fő (2022. január 1.). Les Ternes Cussac, Paulhac, Tanavelle, Villedieu és Neuvéglise-sur-Truyère községekkel határos.

## Népesség
A település népességének változása:
| Lakosok száma | 459  | 425  | 450  | 522  | 596  | 589  | 584  | 573  | 568  | 567  |
|               | 1968 | 1982 | 1990 | 2006 | 2013 | 2015 | 2017 | 2019 | 2020 | 2022 |